# Гемолитическая анемия
Гемолитическая анемия (лат. anaemia haemolytica от др.-греч. αἷμα «кровь» + λύσις «разрушение, растворение» + анемия) — групповое название редких заболеваний, общим признаком которых является усиленное разрушение эритроцитов, обусловливающее, с одной стороны, анемию и повышенное образование продуктов распада эритроцитов, с другой стороны — реактивно усиленный эритропоэз.
Впервые о гемолитической анемии сообщили в 1871 году C.F.Vanlair и J.B. Masius, описавшие симптомы пациента с желтухой и анемией с уменьшением размеров эритроцитов. Сам термин ввел в оборот W. Hanter в 1901 году.

## Клинические проявления
При гемолитической анемии проявляются общие симптомы, характерные для всех видов анемий (одышка, быстрая утомляемость, головокружение), а также специфические симптомы при гемолизе (потемнение мочи, иктеричность кожи и слизистых, спленомегалия). При многих формах гемолитических анемий может развиваться тромбоз. В редких случаях может проявиться гемолитический криз, сопровождающийся лихорадкой, ознобом, болью в спине и животе.
Увеличение продуктов распада эритроцитов клинически проявляется желтухой лимонного оттенка, повышением содержания в крови непрямого  билирубина (гипербилирубинемия) и сывороточного железа, плейохромией желчи и кала, уробилинурией.
При внутрисосудистом гемолизе добавочно возникают гипергемоглобинемия, гемоглобинурия, гемосидеринурия.
Об усилении эритропоэза свидетельствуют ретикулоцитоз и полихроматофилия в периферической крови, эритронормобластоз костного мозга.

## Классификация гемолитической анемии
Наиболее часто встречающиеся формы гемолитической анемии:
1. Наследственные (врождённые) формы гемолитической анемии:
  1. Мембранопатии эритроцитов (нарушение строения эритроцитов):
    1. микросфероцитарная,
    2. овалоцитарная,
    3. акантоцитарная.

  2. Энзимопенические (ферментопенические) — анемии, связанные с нехваткой какого-либо фермента.
    1. связанные с дефицитом ферментов пентозо-фосфатного ряда,
    2. связанные с дефицитом ферментов гликолиза,
    3. связанные с дефицитом ферментов, участвующих в образовании, окислении и восстановлении глутатиона,
    4. связанные с дефицитом ферментов, участвующих в использовании АТФ,
    5. связанные с дефицитом ферментов, участвующих в синтезе порфиринов.

  3. Гемоглобинопатии:
    1. гемоглобинопатии качественные (серповидноклеточная анемия)
    2. талассемия (нарушение синтеза одной из полипептидных цепей гемоглобина).
2. Приобретённые формы гемолитической анемии:
  1. Иммуногемолитические анемии:
    1. аутоиммунные,
    2. изоиммунные.

  2. Приобретённые мембранопатии:
    1. пароксизмальная ночная гемоглобинурия,
    2. шпороклеточная анемия.

  3. Связанные с механическим повреждением эритроцитов:
    1. маршевая гемоглобинурия,
    2. болезнь Мошкович (микроангиопатическая гемолитическая анемия),
    3. возникающая при протезировании клапанов сердца

  4. Токсические.
    1. гемолитические анемии при приеме лекарственных средств и гемолитических ядов.
3. Другие гемолитические анемии
  1. гемолитическая желтуха новорождённых, при которой материнские антитела разрушают эритроциты плода или ребёнка,
  2. идиопатическая (примерно 50 % случаев гемолитических анемий),
    1. вторичная (например при лимфоме, причём анемия может быть первым проявлением лимфомы)

## Лечение
Поскольку любая анемия — это синдром какого-либо заболевания, необходимо адекватное лечение вызвавшего анемию заболевания; требуется установить причину анемии, например, при гемолитической анемии:
1. спленэктомия
2. глюкокортикостероиды при аутоиммунных гемолитических анемиях в средних дозах
3. иммунодепрессанты
4. трансфузия эритроцитов при гемолитических кризах, нужны отмытые эритроциты, индивидуально подобранные
5. при повышении уровня железа необходимо его удалить — десферал
6. дефицит пируваткиназы - митапиват

Если антитела при гемолитической анемии активны только при низкой температуре — они называются холодовыми, если они активны при температуре тела — тепловыми.